# 莫斯塔达斯
莫斯塔达斯（葡萄牙語：Mostardas）是巴西南大河州的一个市镇。总面积1983.1平方公里，总人口11904人，人口密度6人/平方公里。